# Andy Priaulx
Andrew Graham Priaulx (IPA: /priːˈoʊ/; Guernsey, 8 agosto 1974) è un pilota automobilistico britannico della categoria Turismo, della quale è tre volte campione mondiale e una volta campione europeo.

## Carriera
È l'unico pilota ad aver vinto quattro titoli consecutivi a livello internazionale in competizioni FIA nella categoria Turismo, dal 2004 al 2007. Il record precedente erano i tre successi di Roberto Ravaglia, ottenuti dal 1986 al 1988.
Priaulx ha iniziato a competere con i kart a otto anni e dopo una breve esperienza con il powerboat è passato all'hillclimbing, specialità nella quale riuscì a vincere il campionato britannico nel 1995.

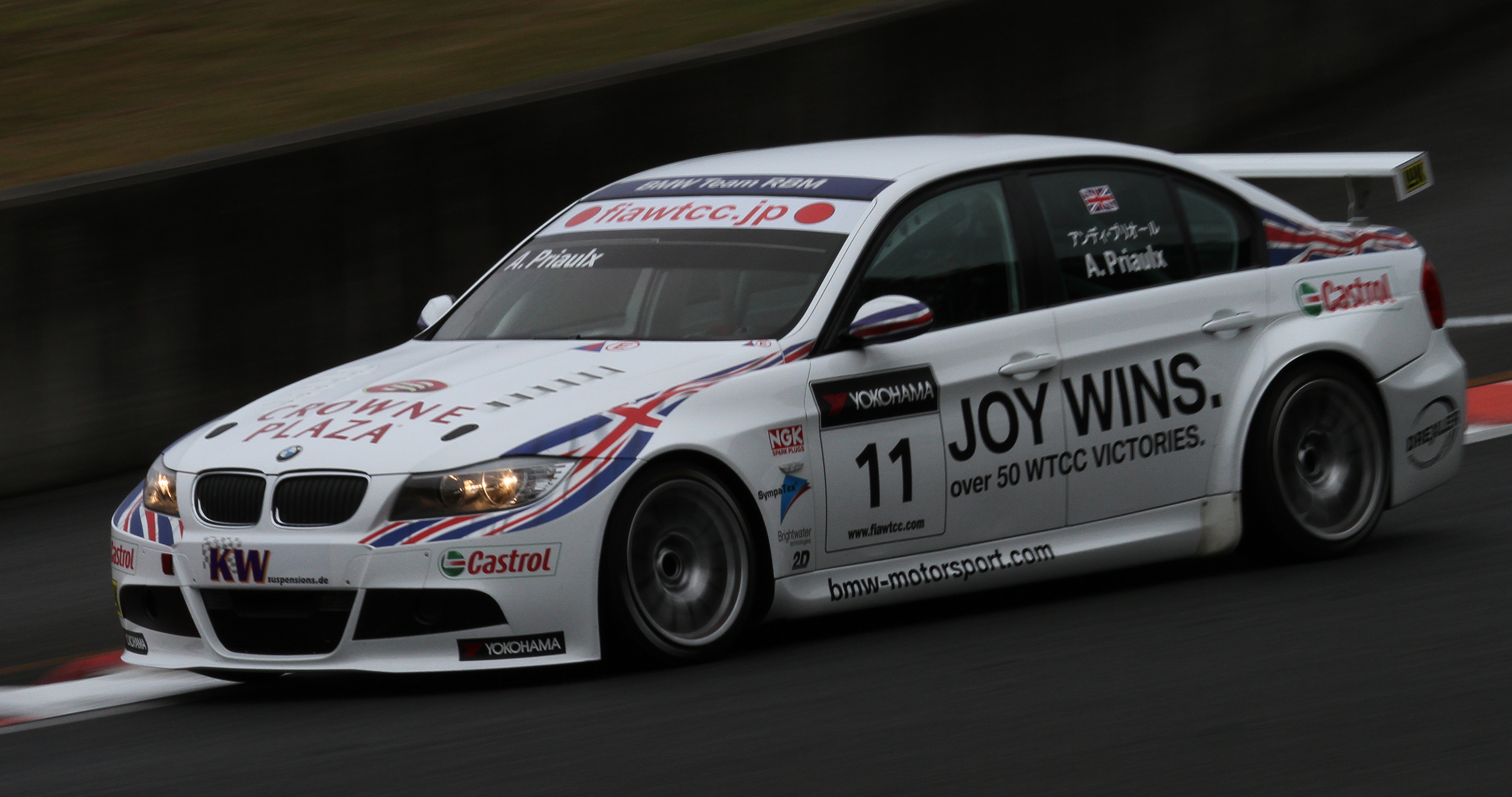
Priaulx nel 2010 a Okayama

Passò quindi alle corse in circuito partecipando al campionato britannico di Formula Renault e poi al campionato britannico di Formula 3. Nel 1998 giunse secondo nella Formula Palmer Audi Winter Series e nel 1999 vinse il campionato nazionale riservato alle Renault Spider. Tornò poi alla Formula 3 nelle stagioni 2000 e 2001, piazzandosi sesto in classifica nel 2001.
Nel 2001 Priaulx debuttò nel campionato britannico turismo a Oulton Park con il team Egg Vauxhall in sostituzione di Phil Bennett, ottenendo la pole position e un podio. Fu così ingaggiato dalla Honda per la stagione successiva: vinse una corsa e ottenne altri tre podi, chiudendo al quinto posto. Nel 2003 firmò per la BMW per l'Europeo Turismo, combattendo per il titolo quasi fino alla fine e concludendo terzo. Occasionalmente ha partecipato anche a gare valide per il campionato australiano Supercars.
Il 2004 fu l'anno che lo vide diventare campione europeo dopo un lungo duello con Dirk Müller. Entrambi ottennero lo stesso numero di punti ma Priaulx prevalse avendo vinto cinque corse contro le tre dell'avversario.
Priaulx si ripeté nel 2005, in quello che intanto era diventato un campionato mondiale, il WTCC, con tappa finale a Macao: si laureò campione con i secondi posti nelle due manche dell'ultimo GP mentre i suoi rivali più vicini, Dirk Müller e Fabrizio Giovanardi non andarono a punti. Nello stesso anno vinse la 24 Ore del Nürburgring con la BMW M3 GTR.
Nel 2006 invece gli bastò arrivare al quinto posto nell'ultima gara per rimanere con un punto di vantaggio su Jörg Müller. Infine nel 2007 si impose vincendo la seconda prova dell'ultima gara, sempre a Macao. Nel 2008 si classificò quarto con una sola vittoria a Pau. Confermò il quarto posto finale anche nelle stagioni 2009 e 2010, rispettivamente con due e sei vittorie all'attivo. In tutte queste stagioni gareggiò con una BMW 320si.
Dopo aver disputato nel 2011 la Intercontinental Le Mans Cup, nel 2012 ha esordito nel Deutsche Tourenwagen Masters, correndo sempre con una BMW.